# Finansiella tjänster
Finansiella tjänster är tjänster i finansbranschen. Finansindustrin innefattar ett brett spektrum av organisationer som är involverade i hanteringen av pengar. Bland dessa organisationer finns banker, försäkringsföretag, aktiemäklareföretag och vissa statsfinansierade företag. År 2004 motsvarade den finansiella tjänstesektorn 20% av börsvärdet i S&P 500 i USA.